# Hugo von Knobloch
Paul Heinrich Martin Hugo von Knobloch (* 10. November 1823 in Königsberg; † 15. März 1896 in Charlottenburg) war ein preußischer Generalmajor und Kommandeur der 12. Kavallerie-Brigade.

## Leben

### Herkunft
Hugo war ein Sohn des Heinrich von Knobloch gen. Freiherr von Hausen-Aubier (1791–1881) und dessen Ehefrau Pauline, geborene Gräfin von Kalckreuth (1802–1882). Sein Bruder Arthur (1825–1901) war preußischer Landrat und seine Schwester Alexandra (* 1829) war mit dem preußischen General der Infanterie Eberhard von Hartmann verheiratet.

### Militärkarriere
Nach dem Besuch des Kneiphöfischen Gymnasiums und der Militärschule des Dr. Herbst in seiner Heimatstadt trat Knobloch am 21. Dezember 1840 als Ulan in das 2. Garde-Ulanen-Regiment der Preußischen Armee ein und avancierte bis Ende Juli 1842 zum aggregierten Sekondeleutnant. Von Mitte Juni 1844 bis Ende Juli 1847 war er dem 4. Ulanen-Regiment und anschließend dem 3. Kürassier-Regiment aggregiert, bevor er am 13. Mai 1851 dort einrangiert wurde. Während eines Kommandos vom 16. Juli 1852 bis zum 12. Mai 1860 als Eskadronführer beim 3. schweren Landwehr-Reiter-Regiment in Königsberg stieg Knobloch bis Mitte April 1858 zum Rittmeister auf. Anschließend erfolgte seine Kommandierung als Eskadronführer zum 4. kombinierten Ulanen-Regiment nach Insterburg, aus dem sich Anfang Juli 1860 das Litthauische Ulanen-Regiment Nr. 12 formiert. Knobloch wurde Chef der 2. Eskadron, mit der er 1866 während des Krieges gegen Österreich an den Schlachten bei Trautenau und Königgrätz teilnahm.
Nach dem Krieg wurde Knobloch Ende Oktober 1866 unter Beförderung zum Major als etatmäßiger Stabsoffizier in das Dragoner-Regiment Nr. 9 nach Osnabrück versetzt. Bei der Mobilmachung anlässlich des Krieges gegen Frankreich beauftragte man ihn zunächst unter Stellung à la suite mit der Führung des Thüringischen Ulanen-Regiment Nr. 6 und ernannte ihn am 14. Juli 1870 zum Regimentskommandeur. In dieser Eigenschaft nahm er an den Kämpfen bei Weißenburg, Hagenau, Vitry-le-François, Frénois, Sedan, Artenay,  Orleans, Varize, Chartres, Illiers, Vendôme, La Fourche und Le Mans teil. Ausgezeichnet mit dem Eisernen Kreuz und dem Mecklenburgischen Militärverdienstkreuz II. Klasse sowie dem Komturkreuz II. Klasse des Herzoglich Sachsen-Ernestinischen Hausordens mit Schwertern wurde Knobloch am 18. Januar 1871 zum Oberstleutnant befördert.
Nach dem Friedensschluss stieg Knobloch Ende März 1873 zum Oberst auf. Er wurde am 12. Juni 1877 mit seiner Regimentsuniform sowie dem Rang und den Gebührnissen eines Brigadekommandeurs zu den Offizieren von der Armee versetzt und zur Vertretung des Kommandeurs der 12. Kavallerie-Brigade nach Neisse kommandiert. Unter Stellung à la suite seines Regiments erhielt er am 12. März 1878 das Kommando über die Brigade und avancierte Mitte Januar 1879 zum Generalmajor. Am 7. Dezember 1880 wurde er mit Pension zur Disposition und nach seiner Verabschiedung am 12. Oktober 1882 mit dem Roten Adlerorden II. Klasse mit Eichenlaub ausgezeichnet.
Er starb am 15. März 1896 in Charlottenburg und wurde drei Tage später auf dem Invalidenfriedhof beigesetzt.

### Familie
Knobloch heiratete am 18. Oktober 1850 Ida von Wernsdorff (1832–1885). Nach ihrem Tod heiratete er in Berlin Luise Waagen, verwitwete Jäger. Aus der ersten Ehe gingen folgende Kinder hervor:
- Lia (1851–1897) ⚭ 1886 Carl von Oertzen (1845–1903) auf Rütschow[3]
- Paul (* 1853)
- Erhard (* 1854)
- Nanny (* 1855) ⚭ 1880 Hugo Zenkner, preußischer Artillerieoffizier
- Hans (* 1856)
- Ida (* 1857) ⚭ 1885 Alexander von Knobloch (* 1851)
- Hugo (* 1862), Rittmeister im 8. Ulanen-Regiment
- Maximilian (* 1866), Leutnant im 44. Infanterieregiment
- Paula (* 1866)
- Richard (* 1868), preußischer Major im Jäger-Regiment zu Pferde Nr. 9